# Kabinett Plenković II
Das Kabinett Plenković II bildete vom 23. Juli 2020 bis 18. Mai 2024 die Regierung von Kroatien. Ihm folgte das Kabinett Plenković III nach.

## Kabinettsmitglieder
| Amt | Foto | Name                                                            | Partei    |
| --- | ---- | --------------------------------------------------------------- | --------- |
| Premierminister |      | Andrej Plenković                                                | HDZ       |
| stellvertretender Premierminister Minister für Veteranen                                                                              |      | Tomo Medved                                                     | HDZ       |
| stellvertretender Premierminister Innenminister                                                                                       |      | Davor Božinović                                                 | HDZ       |
| stellvertretender Premierminister |      | Zdravko Marić (bis 15. Juli 2022)                               | Parteilos |
| stellvertretender Premierminister |      | Oleg Butković (ab 15. Juli 2022)                                | HDZ       |
| stellvertretende Premierministerin Minister/in ohne Geschäftsbereich für Soziale Angelegenheiten und Menschen- und Minderheitenrechte |      | Boris Milošević bis 29. April 2022                              | SDSS      |
| stellvertretende Premierministerin Minister/in ohne Geschäftsbereich für Soziale Angelegenheiten und Menschen- und Minderheitenrechte |      | Anja Šimpraga ab 29. April 2022                                 | SDSS      |
| stellvertretender Premierminister |      | Branko Bačić ab 17. Januar 2023                                 | HDZ       |
| Finanzminister |      | Zdravko Marić (bis 15. Juli 2022)                               | Parteilos |
| Finanzminister |      | Marko Primorac (ab 15. Juli 2022)                               | Parteilos |
| Landwirtschaftsministerin |      | Marija Vučković                                                 | HDZ       |
| Minister für Bauwesen, Raumplanung und Staatseigentum                                                                                 |      | Darko Horvat (bis 19. Februar 2022)                             | HDZ       |
| Minister für Bauwesen, Raumplanung und Staatseigentum                                                                                 |      | Dunja Magaš (ad interim, vom 19. Februar 2022 bis 9. März 2022) | HDZ       |
| Minister für Bauwesen, Raumplanung und Staatseigentum                                                                                 |      | Ivan Paladina (9. März 2022 bis 17. Januar 2023)                | Parteilos |
| Minister für Bauwesen, Raumplanung und Staatseigentum                                                                                 |      | Branko Bačić (ab 17. Januar 2023)                               | HDZ       |
| Ministerin für Kultur und Medien |      | Nina Obuljen Koržinek                                           | HDZ       |
| Verteidigungsminister |      | Mario Banožić (bis 11. November 2023)                           | HDZ       |
| Verteidigungsminister |      | Ivan Anušić (ab 16. November 2023)                              | HDZ       |
| Minister für Wirtschaft und nachhaltige Entwicklung                                                                                   |      | Tomislav Ćorić (bis 29. April 2022)                             | HDZ       |
| Minister für Wirtschaft und nachhaltige Entwicklung                                                                                   |      | Davor Filipović (29. April 2022 bis 12. Dezember 2023)          | HDZ       |
| Minister für Wirtschaft und nachhaltige Entwicklung                                                                                   |      | Damir Habijan (ab 20. Dezember 2023)                            | HDZ       |
| Minister für Auswärtige- und europäische Angelegenheiten                                                                              |      | Gordan Grlić-Radman                                             | HDZ       |
| Gesundheitsminister |      | Vili Beroš                                                      | HDZ       |
| Minister für Justiz und öffentliche Verwaltung                                                                                        |      | Ivan Malenica                                                   | HDZ       |
| Minister für Arbeits- und Rentensystem, Familien- und Sozialpolitik                                                                   |      | Josip Aladrović (bis 29. April 2022)                            | HDZ       |
| Minister für Arbeits- und Rentensystem, Familien- und Sozialpolitik                                                                   |      | Marin Piletić (ab 29. April 2022)                               | HDZ       |
| Minister für Maritime Angelegenheiten, Verkehr und Infrastruktur                                                                      |      | Oleg Butković                                                   | HDZ       |
| Ministerin für Regionale Entwicklung und EU-Fonds                                                                                     |      | Nataša Tramišak (bis 17. Januar 2023)                           | HDZ       |
| Ministerin für Regionale Entwicklung und EU-Fonds                                                                                     |      | Šime Erlić (ab 17. Januar 2023)                                 | HDZ       |
| Minister für Wissenschaft und Bildung                                                                                                 |      | Radovan Fuchs                                                   | HDZ       |
| Ministerin für Sport und Tourismus |      | Nikolina Brnjac                                                 | HDZ       |